# Slobodan Ćuk
Slobodan Ćuk est un chercheur en ingénierie électrique d'origine serbe. Il a travaillé sur la structure des alimentations à découpage ou convertisseurs continu-continu. L'une de ces structures porte son nom : Convertisseur Ćuk.
Diplômé de l'école d'ingénieur de Belgrade en 1970, il poursuit ses études aux États-Unis puis enseigne au California Institute of Technology (Caltech) en 1977.
Coauteur, avec R.D. Middlebrook, de Advances in Switched-Mode Power Conversion (1983).